# Torneo Aspirantes de Venezuela 2004-05
La Temporada 2004-05 del Torneo Aspirantes se inició el 9 de enero de 2004 y finalizó el 5 de mayo de 2005, con la participación de 27 equipos.

## Sistema de competición
Se disputaron dos fases: la primera fase agrupó a los equipos en 5 grupos (Grupo Central 1, Grupo Central 2, Grupo Occidental 1, Grupo Occidental 2 y Grupo Oriental). Los tres primeros de cada grupo clasificaron a la segunda fase. En la segunda fase, fueron formados grupos de 3 y 4 equipos, donde los primeros lugares de cada grupo lograron la promoción a la Segunda División B de Venezuela para la temporada siguiente.

## Primera Fase
Los 27 equipos fueron agrupados en 5 grupos, de acuerdo a su proximidad geográfica.

### Grupo Central 1
- Academia Maracay FC, de Maracay
- Caracas FC B, de Caracas
- Estrella Roja FC, de Caracas
- Deportivo Tuy, del estado Miranda
- OD Cachimbos, del estado Miranda
- Paracotos FC, del estado Miranda (Antes CD Paracotos)

|    | Equipo              | JJ | JG | JE | JP | GF | GC | PTS | DG  |
| -- | ------------------- | -- | -- | -- | -- | -- | -- | --- | --- |
| 01 | Caracas FC B        | 10 | 9  | 1  | 0  | 26 | 06 | 28  | +20 |
| 02 | Estrella Roja FC    | 10 | 6  | 2  | 2  | 21 | 07 | 20  | +14 |
| 03 | Deportivo Tuy       | 10 | 4  | 2  | 4  | 19 | 17 | 14  | +2  |
| 04 | OD Cachimbos        | 10 | 2  | 3  | 5  | 06 | 15 | 09  | +9  |
| 05 | Academia Maracay FC | 10 | 2  | 2  | 6  | 12 | 30 | 08  | -18 |
| 06 | Paracotos FC        | 10 | 2  | 0  | 8  | 18 | 27 | 06  | -9  |

|                     | AMA | CAR | ERO | DTU | ODC | PAR |
| Academia Maracay FC | X   | 0-8 | 1-3 | 2-2 | 0-0 | 2-1 |
| Caracas FC B        | 3-2 | X   | 1-1 | 3-1 | 4-1 | 1-0 |
| Estrella Roja FC    | 4-0 | 0-1 | X   | 0-1 | 0-0 | 4-1 |
| Deportivo Tuy       | 4-2 | 1-3 | 1-2 | X   | 0-0 | 4-1 |
| OD Cachimbos        | 1-2 | 0-1 | 0-1 | 1-0 | X   | 2-0 |
| Paracotos FC        | 4-1 | 0-1 | 1-6 | 3-5 | 7-1 | X   |

### Grupo Central 2
- Deportivo Colonia FC, del estado Miranda
- Deportivo Galicia, de Caracas
- Deportivo Gulima, de Caracas
- Los Castores FC, del estado Miranda (Antes CD Los Castores)
- Magallanes FC, de Caracas

|    | Equipo               | JJ | JG | JE | JP | GF | GC | PTS | DG  |
| -- | -------------------- | -- | -- | -- | -- | -- | -- | --- | --- |
| 01 | Deportivo Galicia    | 8  | 7  | 1  | 0  | 27 | 03 | 22  | +24 |
| 02 | Magallanes FC        | 8  | 4  | 0  | 4  | 17 | 13 | 12  | +4  |
| 03 | Los Castores FC      | 8  | 3  | 1  | 4  | 10 | 14 | 10  | -4  |
| 04 | Deportivo Gulima     | 8  | 2  | 3  | 3  | 13 | 15 | 9   | -2  |
| 05 | Deportivo Colonia FC | 8  | 1  | 1  | 6  | 10 | 32 | 4   | -22 |

|                      | DCO  | DGA | DGU | CAS | MAG |
| Deportivo Colonia FC | X    | 0-1 | 2-2 | 0-1 | 2-5 |
| Deportivo Galicia    | 12-0 | X   | 1-1 | 3-0 | 2-1 |
| Deportivo Gulima     | 5-1  | 0-3 | X   | 2-2 | 0-2 |
| Los Castores FC      | 2-3  | 0-3 | 1-2 | X   | 2-1 |
| Magallanes FC        | 4-2  | 1-2 | 3-1 | 0-2 | X   |

### Grupo Occidente 1
- Atlético Canarios, de San Carlos
- Atlético Turén, de Turén
- IUTEP FC, de Acarigua
- Unión Atlético Falcón, de Coro
- UCLA FC, de Barquisimeto

|    | Equipo                | JJ | JG | JE | JP | GF | GC | PTS | DG |
| -- | --------------------- | -- | -- | -- | -- | -- | -- | --- | -- |
| 01 | UCLA FC               | 8  | 5  | 2  | 1  | 17 | 10 | 17  | +7 |
| 02 | Unión Atlético Falcón | 8  | 2  | 5  | 1  | 08 | 07 | 11  | +1 |
| 03 | IUTEP FC              | 8  | 3  | 1  | 4  | 10 | 12 | 10  | -2 |
| 04 | Atlético Turén        | 8  | 2  | 2  | 4  | 11 | 12 | 8   | -1 |
| 05 | Atlético Canarios     | 8  | 2  | 2  | 4  | 09 | 14 | 8   | -5 |

|                   | ACA | ATU | IUTEP | UAF | UCLA |
| Atlético Canarios | X   | 2-1 | 0-1   | 0-0 | 1-3  |
| Atlético Turén    | 3-0 | X   | 2-1   | 2-2 | 2-2  |
| IUTEP FC          | 1-3 | 3-1 | X     | 0-1 | 1-0  |
| UA Falcón         | 1-1 | 1-0 | 1-1   | X   | 1-1  |
| UCLA FC           | 4-2 | 1-0 | 4-2   | 2-1 | X    |

### Grupo Occidental 2
- CD La Fría, de La Fría
- San Cristóbal FC, de San Cristóbal
- Sport Zulia FC, de Maracaibo
- Sur del Lago FC, de El Chivo, estado Zulia
- Unión Liga Municipal, de Valera
- Deportivo Chilingo FC, de Tovar (Desistió de participar tras la jornada 4, sus resultados fueron eliminados)

|    | Equipo               | JJ | JG | JE | JP | GF | GC | PTS | DG |
| -- | -------------------- | -- | -- | -- | -- | -- | -- | --- | -- |
| 01 | San Cristóbal FC     | 7  | 6  | 0  | 1  | 10 | 08 | 18  | +2 |
| 02 | CD La Fría           | 7  | 4  | 2  | 1  | 11 | 05 | 14  | +6 |
| 03 | Sport Zulia FC       | 8  | 3  | 0  | 5  | 07 | 07 | 9   | 0  |
| 04 | Sur del Lago FC      | 8  | 2  | 2  | 4  | 08 | 10 | 8   | -2 |
| 05 | Unión Liga Municipal | 8  | 1  | 2  | 5  | 08 | 14 | 5   | -6 |

|                      | DLF | SCF | SZU | SLG | ULM |
| CD La Fría           | X   | SSP | 1-1 | 2-0 | 3-0 |
| San Cristóbal FC     | 2-1 | X   | 2-0 | 1-0 | 2-1 |
| Sport Zulia FC       | 0-1 | 0-2 | X   | 0-1 | 2-0 |
| Sur del Lago FC      | 0-1 | 5-0 | 0-3 | X   | 1-1 |
| Unión Liga Municipal | 2-2 | 1-2 | 0-2 | 3-0 | X   |

### Grupo Oriental
- Colegio Iberoamericano FC, de Puerto Ordaz
- EF San Tomé, de San Tomé
- Orinoco FC, de El Tigre
- Peñalver FC, de Puerto Ordaz
- UD Aragua de Maturín FC, de Aragua de Maturín

|    | Equipo                 | JJ | JG | JE | JP | GF | GC | PTS | DG  |
| -- | ---------------------- | -- | -- | -- | -- | -- | -- | --- | --- |
| 01 | EF San Tomé            | 8  | 5  | 1  | 2  | 15 | 05 | 16  | +10 |
| 02 | Colegio Iberoamericano | 8  | 5  | 0  | 3  | 19 | 16 | 15  | +3  |
| 03 | Peñalver FC            | 8  | 4  | 1  | 3  | 10 | 09 | 13  | +1  |
| 04 | UD Aragua de Maturín   | 8  | 3  | 3  | 2  | 12 | 13 | 12  | -1  |
| 05 | Orinoco FC             | 8  | 0  | 1  | 7  | 06 | 19 | 1   | -13 |

|                        | CIA | EST | ORI | PEÑ | UDA |
| Colegio Iberoamericano | X   | 2-3 | 3-2 | 2-1 | 5-1 |
| EF San Tomé            | 3-0 | X   | 4-0 | 0-1 | 1-1 |
| Orinoco FC             | 1-2 | 0-2 | X   | 0-2 | 1-2 |
| Peñalver FC            | 3-2 | 0-2 | 2-0 | X   | 1-1 |
| UD Aragua de Maturín   | 2-3 | 1-0 | 2-2 | 2-0 | X   |

## Fase Final
Se disputó a partir del 24 de abril de 2005, donde se formaron grupos de 3 y 4 equipos, los primeros lugares de cada grupo lograron ser promovidos a la Segunda División de la temporada siguiente.

## Grupo Central 1
- Caracas FC B, de Caracas
- Estrella Roja FC, de Caracas
- Deportivo Tuy, del estado Miranda

|    | Equipo           | JJ | JG | JE | JP | GF | GC | PTS | DG |
| -- | ---------------- | -- | -- | -- | -- | -- | -- | --- | -- |
| 01 | Caracas FC B     | 04 | 4  | 0  | 0  | 13 | 05 | 12  | +8 |
| 02 | Estrella Roja FC | 03 | 1  | 0  | 2  | 09 | 08 | 03  | +1 |
| 03 | Deportivo Tuy    | 03 | 0  | 0  | 3  | 02 | 11 | 00  | -9 |

|                  | CAR | ERO | DTU |
| Caracas FC B     | X   | 3-2 | 4-0 |
| Estrella Roja FC | 2-4 | X   | NSJ |
| Deportivo Tuy    | 1-2 | 1-5 | X   |

## Grupo Central 2
- Deportivo Galicia, de Caracas
- Los Castores FC
- OD Cachimbos

|    | Equipo            | JJ | JG | JE | JP | GF | GC | PTS | DG  |
| -- | ----------------- | -- | -- | -- | -- | -- | -- | --- | --- |
| 01 | Deportivo Galicia | 04 | 3  | 1  | 0  | 21 | 06 | 10  | +15 |
| 02 | Los Castores FC   | 03 | 1  | 1  | 1  | 07 | 10 | 04  | -3  |
| 03 | OD Cachimbos      | 03 | 0  | 0  | 3  | 3  | 15 | 00  | -12 |

|                   | DGA | CAS | ODC |
| Deportivo Galicia | X   | 2-2 | 6-2 |
| Los Castores FC   | 2-7 | X   | 3-1 |
| OD Cachimbos      | 0-6 | ABD | X   |

## Grupo Occidental 1
- IUTEP FC, de Acarigua
- Unión Atlético Falcón, de Coro
- UCLA FC, de Barquisimeto

|    | Equipo                | JJ | JG | JE | JP | GF | GC | PTS | DG |
| -- | --------------------- | -- | -- | -- | -- | -- | -- | --- | -- |
| 01 | UCLA FC               | 04 | 2  | 2  | 0  | 06 | 00 | 08  | +6 |
| 02 | Unión Atlético Falcón | 04 | 1  | 3  | 0  | 04 | 03 | 06  | +1 |
| 03 | IUTEP FC              | 04 | 0  | 1  | 3  | 03 | 10 | 01  | -7 |

|           | IUTEP | UAF | UCLA |
| IUTEP FC  | X     | 2-2 | 0-5  |
| UA Falcón | 2-1   | X   | 0-0  |
| UCLA FC   | 1-0   | 0-0 | X    |

## Grupo Occidental 2
- CD La Fría
- San Cristóbal FC
- Sport Zulia FC
- Sur del Lago FC

|    | Equipo           | JJ | JG | JE | JP | GF | GC | PTS | DG |
| -- | ---------------- | -- | -- | -- | -- | -- | -- | --- | -- |
| 01 | Sport Zulia FC   | 06 | 4  | 1  | 1  | 13 | 06 | 13  | +7 |
| 02 | CD La Fría       | 06 | 2  | 2  | 2  | 11 | 13 | 08  | -2 |
| 03 | San Cristóbal FC | 06 | 1  | 4  | 1  | 05 | 05 | 07  | 0  |
| 04 | Sur del Lago FC  | 06 | 1  | 1  | 4  | 07 | 12 | 04  | -5 |

|                  | DLF | SCF | SZU | SLG |
| CD La Fría       | X   | 1-1 | 2-1 | 5-0 |
| San Cristóbal FC | 0-0 | X   | 2-2 | 1-1 |
| Sport Zulia FC   | 6-1 | 1-0 | X   | 2-1 |
| Sur del Lago FC  | 5-2 | 0-1 | 0-1 | X   |

## Grupo Oriental
- EF San Tomé
- Colegio Iberoamericano FC
- Peñalver FC

|    | Equipo                 | JJ | JG | JE | JP | GF | GC | PTS | DG  |
| -- | ---------------------- | -- | -- | -- | -- | -- | -- | --- | --- |
| 01 | EF San Tomé            | 04 | 3  | 1  | 0  | 07 | 01 | 10  | +6  |
| 02 | Colegio Iberoamericano | 04 | 2  | 1  | 1  | 09 | 04 | 07  | +5  |
| 03 | Peñalver FC            | 04 | 0  | 0  | 4  | 02 | 13 | 00  | -11 |

|                        | CIA | EST | PEÑ |
| Colegio Iberoamericano | X   | 1-2 | 3-2 |
| EF San Tomé            | 0-0 | X   | 4-0 |
| Peñalver FC            | 0-5 | 0-1 | X   |